# Strigamia pseudopusillus
Strigamia pseudopusillus är en mångfotingart som först beskrevs av Imre Loksa 1962.  Strigamia pseudopusillus ingår i släktet Strigamia och familjen spoljordkrypare. Inga underarter finns listade i Catalogue of Life.